# Església de la Santa Pau (Hagia Eirene)
L’església de Hagia Eirene o de la Santa Pau (en grec Ἁγία Εἰρήνη, Àgia Irini [aˈʝia iˈrini]; en turc Aya İrini) és una església ortodoxa grega situada al pati exterior del Palau de Topkapı a Istanbul (Turquia). És una de les poques esglésies de l'antiga Constantinoble que no ha estat convertida en mesquita. L'edifici actualment funciona com a museu i sala de concerts.

## El nom de l'església
Constantí va consagrar l'església a la pau de Déu, i és un dels tres santuaris que l'emperador va dedicar als atributs divins, juntament amb Santa Sofia (la saviesa) i Santa Dínamis (el poder).

## Els inicis
L'edifici s'aixeca a l'emplaçament d'un antic temple precristià. Es considera la primera església construïda a Constantinoble, fins i tot abans que Santa Sofia. L'emperador romà Constantí I va fer construir la primigènia església de Santa Pau al segle iv. Va fer les funcions d'església del Patriarcat fins a l'acabament de Santa Sofia l'any 537. Durant la revolta de la Nika el 532, Santa Pau fou incendiada. L'emperador Justinià I va fer reconstruir l'església l'any 548. Va tornar a sofrir danys a causa d'un terratrèmol el 20 d'octubre del 740, mig any abans de la mort de Lleó III. L'emperador Constantí V en va manar la restauració i la va fer decorar amb mosaics i frescos. El fruit de les restauracions d'aquesta època és el que és visibles majoritàriament a l'església en l'actualitat.

## Elements arquitectònics
La reconstrucció durant el mandat de Justinià representa un canvi en l'arquitectura de l'església tot conservant l'atri i el nàrtex, que afortunadament van restar intactes després del terratrèmol. Arran de la restauració derivada del sisme es van reforçar els fonaments, ja que després de la reconstrucció s'hi havien observat problemes estructurals significatius. La restauració de Constantí V va establir-hi una planta cruciforme coberta amb cúpula a nivell de la galeria, mentre que es conservava la planta basilical originària a nivell de terra. El nàrtex es troba a la part de ponent, precedit per l'atri, amb l'absis a llevant de la nau. Santa Pau encara conserva la cúpula i té coberta a dues aigües a tots quatre costats de l'església. La cúpula fa 15 m d'ample per 35 m d'alt i té vint finestres. Santa Pau presenta la típica forma de la basílica romana, consistent en una nau central i dues de laterals, dividides per tres parells de pilars amb columnes. Aquesta estructura ajuda a aguantar les galeries de damunt del nàrtex. Dels capitells de les columnes arrenquen arcs semicirculars que també donen suport a les galeries superiors.

## Aspectes artístics

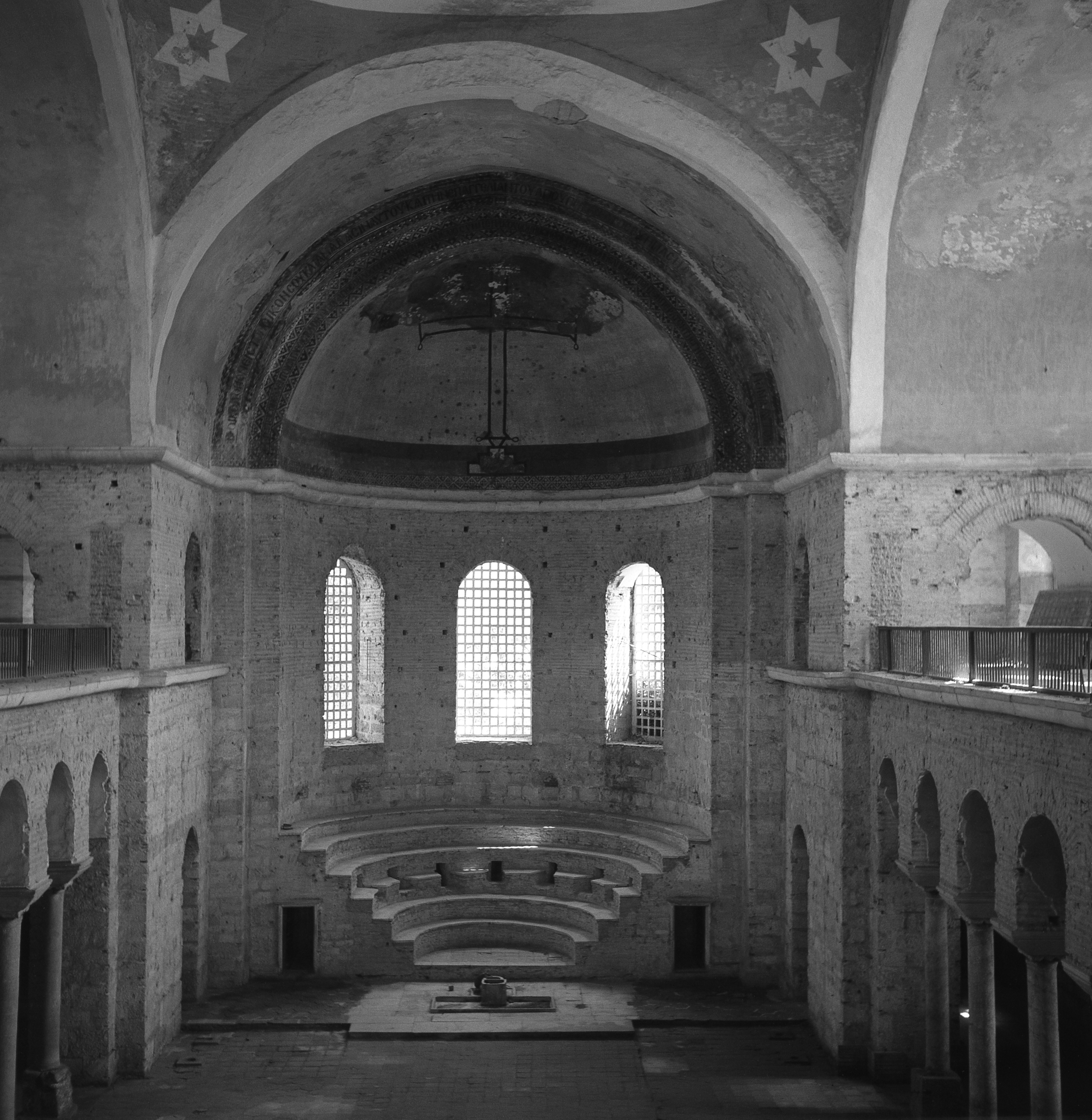
Fotografia de l'interior de Santa Pau el 1959, amb el mosaic de la creu a la semicúpula de l'absis i el sýnthronon al peu

Seguint la tradició romana d'Orient, encara es troba un únic vestigi d'art iconoclasta dins l'església de Santa Pau. La semicúpula de l'absis i l'arc del bema o presbiteri estan coberts de mosaics. També hi ha els frescos de la nau lateral sud. Aquests mosaics es remunten al segle viii, l'època en què l'església es va veure afectada pel terratrèmol, de quan data la major part de les estructures superiors de l'església. Un destacat mosaic supervivent és aquell forma de creu de fons daurat i perfilada de negre, amb els extrems dels braços eixamplats i acabats en forma de llàgrima. Aquest motiu descansa en una sanefa tot al voltant de la base de la semicúpula. La creu es va afegir durant la reconstrucció de Constantí V, època en què estava en vigor la iconoclàstia. A l'arc del bema hi ha una inscripció amb els versets 4-5 del Salm 64 a la cara interior, mentre que a la cara exterior hi figura una inscripció extreta del Llibre d'Amós, la 6:6. Hi ha evidències que aquestes inscripcions han estat alterades. Les inscripcions són una lloança a l'església com a casa del Senyor. Els versets, especialment els del Llibre dels Salms, van servir d'inspiració per a alguns dels mosaics de Santa Sofia.
A Santa Pau també hi ha un sýnthronon, una sèrie de bancs d'obra col·locats en semicercle a l'absis. Durant l'ofici diví és on s'asseien els clergues. Aquest sýnthronon és l'únic d'època romana d'Orient que ha sobreviscut a la ciutat d'Istanbul. El de Santa Pau té sis fileres de bancs escalonats. A banda i banda del sýnthronon hi ha una porta que dona a un deambulatori sota la quarta filera de seients.

## Dessacralització

### Arsenal

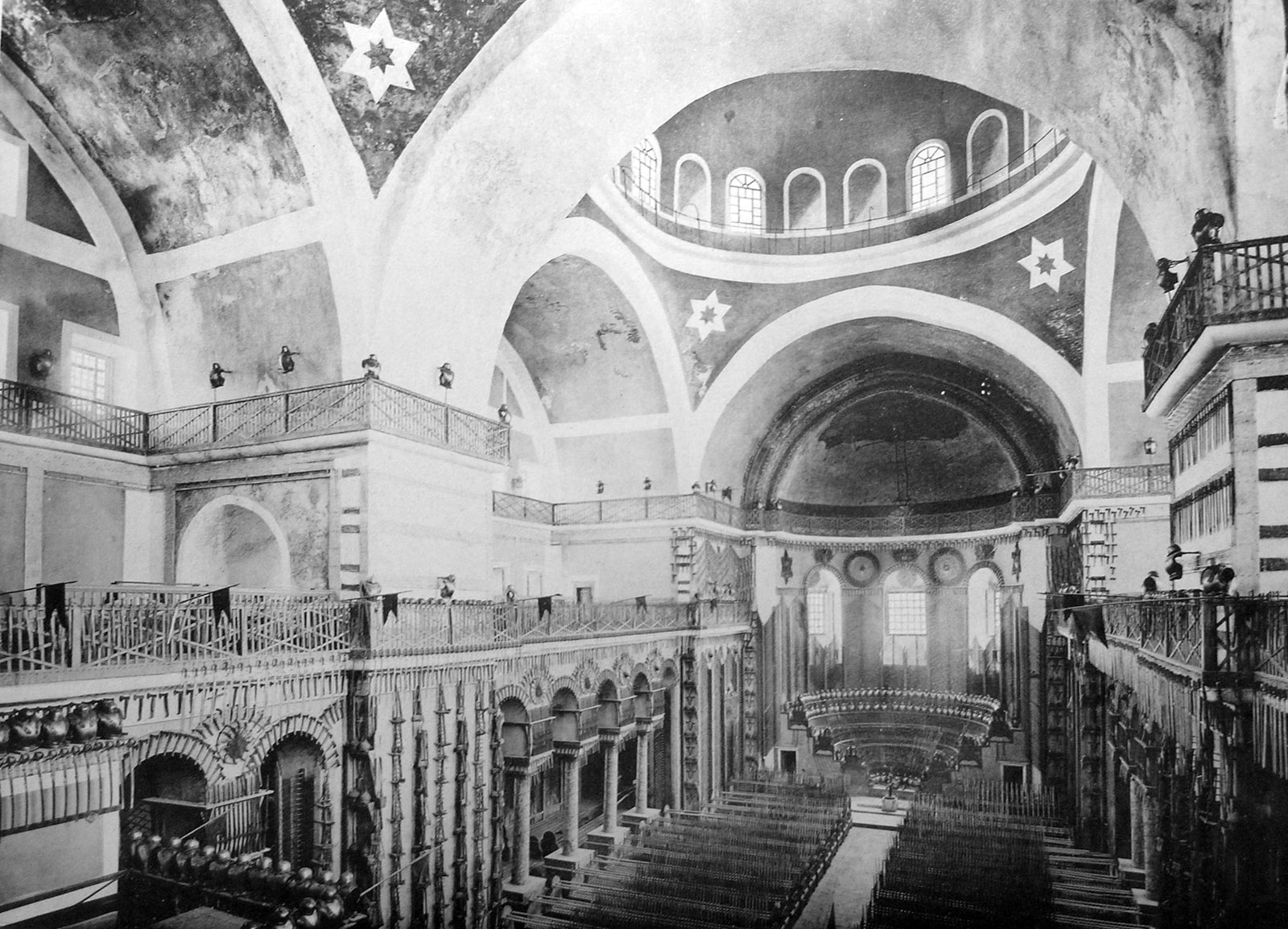
Santa Pau el 1912

Després de la conquesta otomana de Constantinoble el 1453 per part de Mehmet II, l'església va quedar circumscrita dins els murs del Palau de Topkapı. Els geníssers van usar l'església com a arsenal fins al 1826. També es va utilitzar com a magatzem per a equipament militar i per guardar-hi els trofeus en forma d'armes i altres elements militars capturats pels turcs als enemics durant els conflictes bèl·lics. Durant el regnat del sultà Ahmet III (1703-1730), l'any 1726, es va convertir en el Museu Militar Nacional.
El 1846, el mariscal de l'Arsenal Imperial, Ahmed Fethi Paşa, va fer de l'església un museu d'antiguitats militars. Es va fer servir com a Museu Militar de 1908 fins a 1978, en què va passar a ser propietat del Ministeri de Cultura turc.

### Sala de concerts

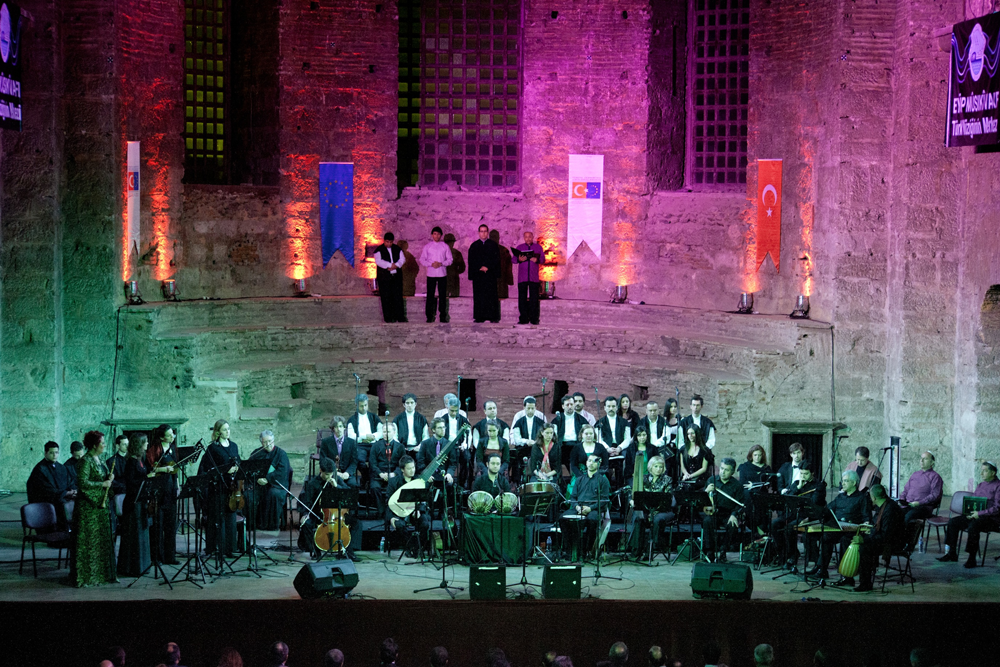
Concert a Santa Pau

Avui dia, Santa Pau s'utilitza majoritàriament com a sala de concerts de música clàssica, a causa de la seva acústica i característiques extraordinàries i la seva atmosfera impressionant. Des del 1980 hi tenen lloc cada estiu els concerts del Festival Internacional de Música d'Istanbul.
L'any 2000, el dissenyador turc d'alta costura Faruk Saraç hi va produir un espectacle especial, amb una col·lecció de 700 peces inspirades en els sultans otomans. S'hi van exposar els vestits cerimonials de 36 sultans, que anaven des d'Osman Gazi, fundador de l'Imperi Otomà, fins al darrer sultà, Mehmet VI. L'espectacle s'acompanyava de música i de la narració de la vida dels sultans, així com de demostracions de danses de l'època otomana.
Durant molts anys, Santa Pau només era accessible durant els esdeveniments que hi tenien lloc o bé mitjançant un permís especial, però des del gener del 2014 el museu obre al públic cada dia excepte dimarts, que és tancat.

## Galeria

Santa Pau
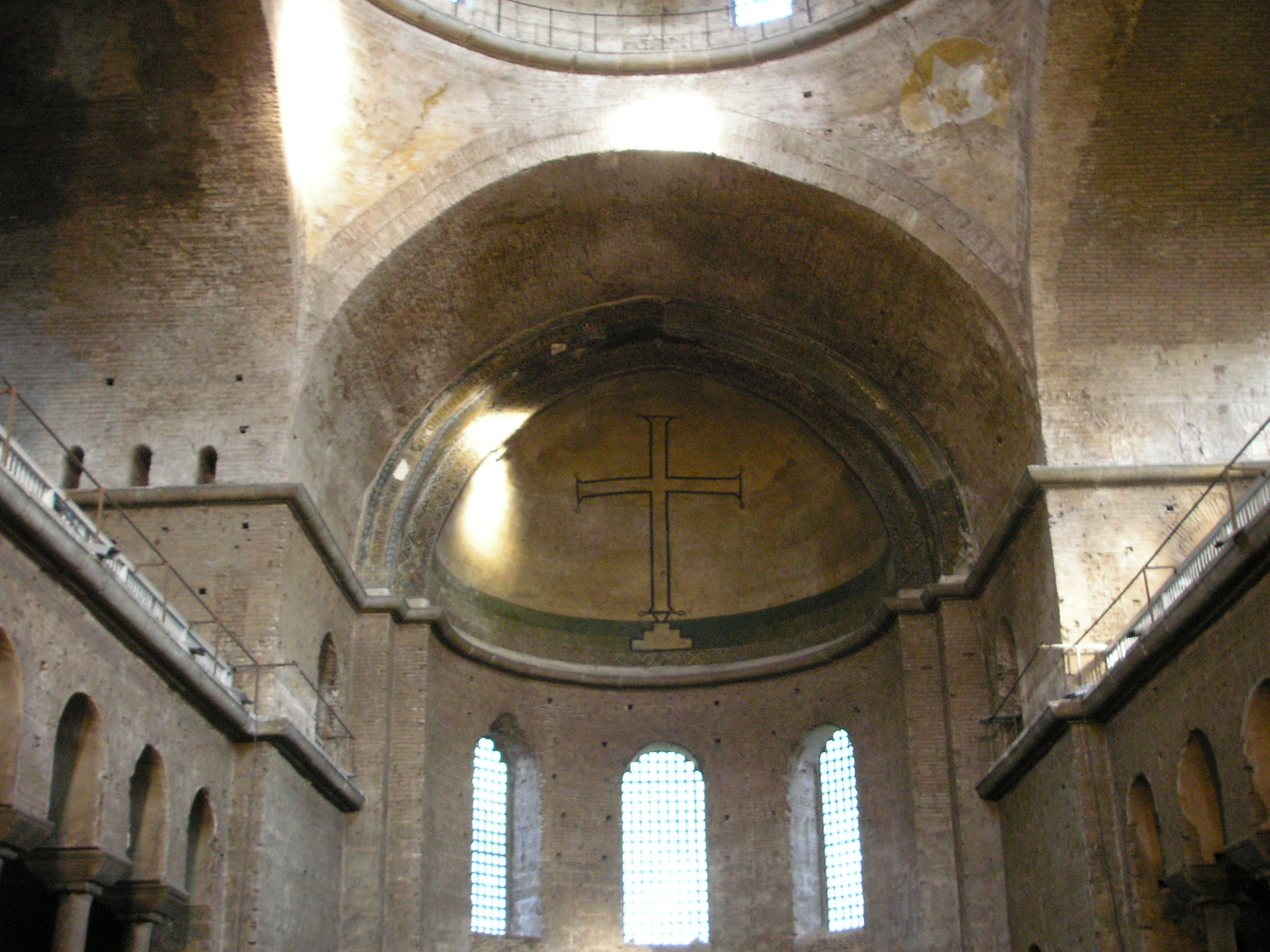
El mosaic de la creu, a la semicúpula de l'absis
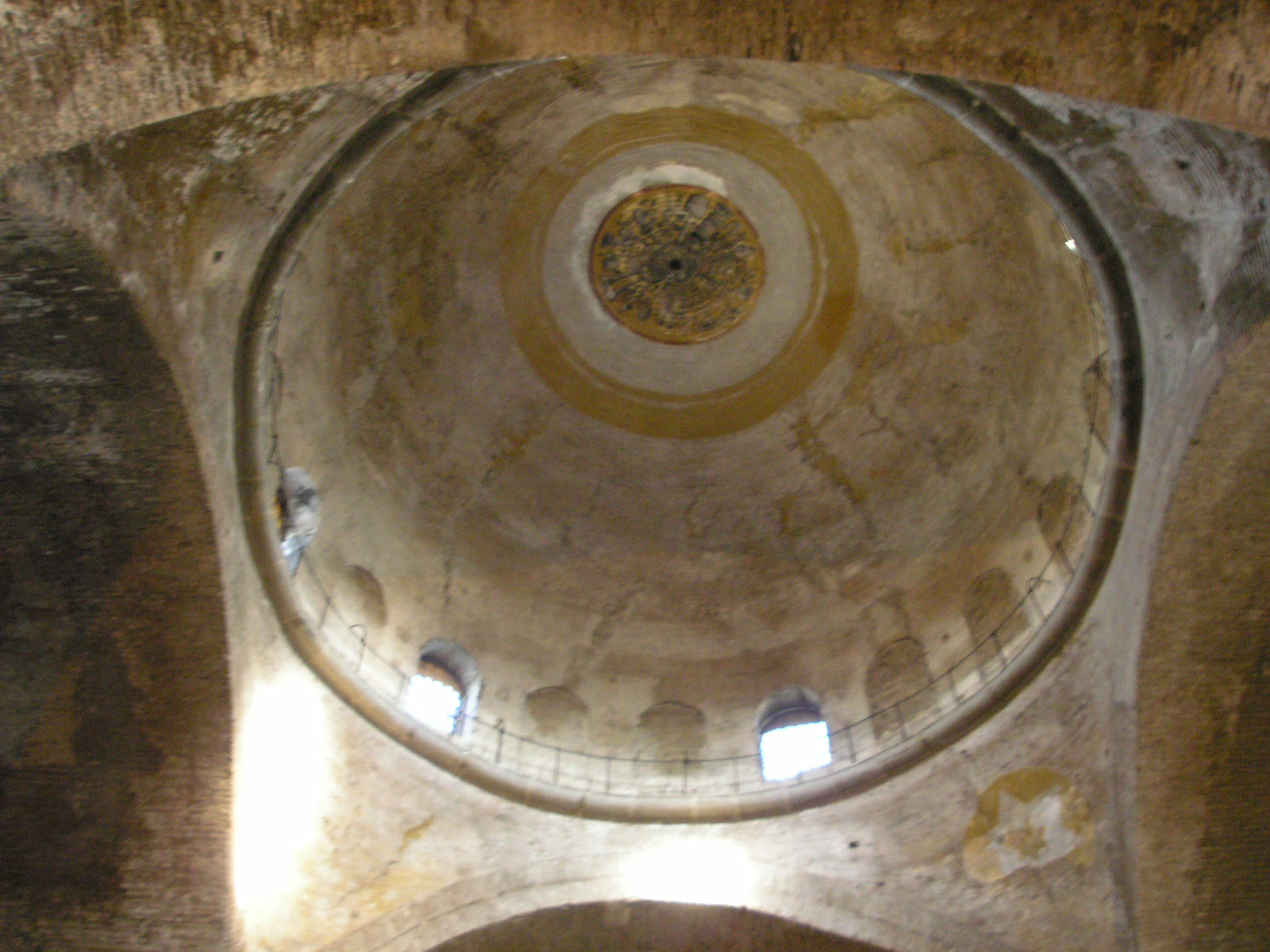
La cúpula
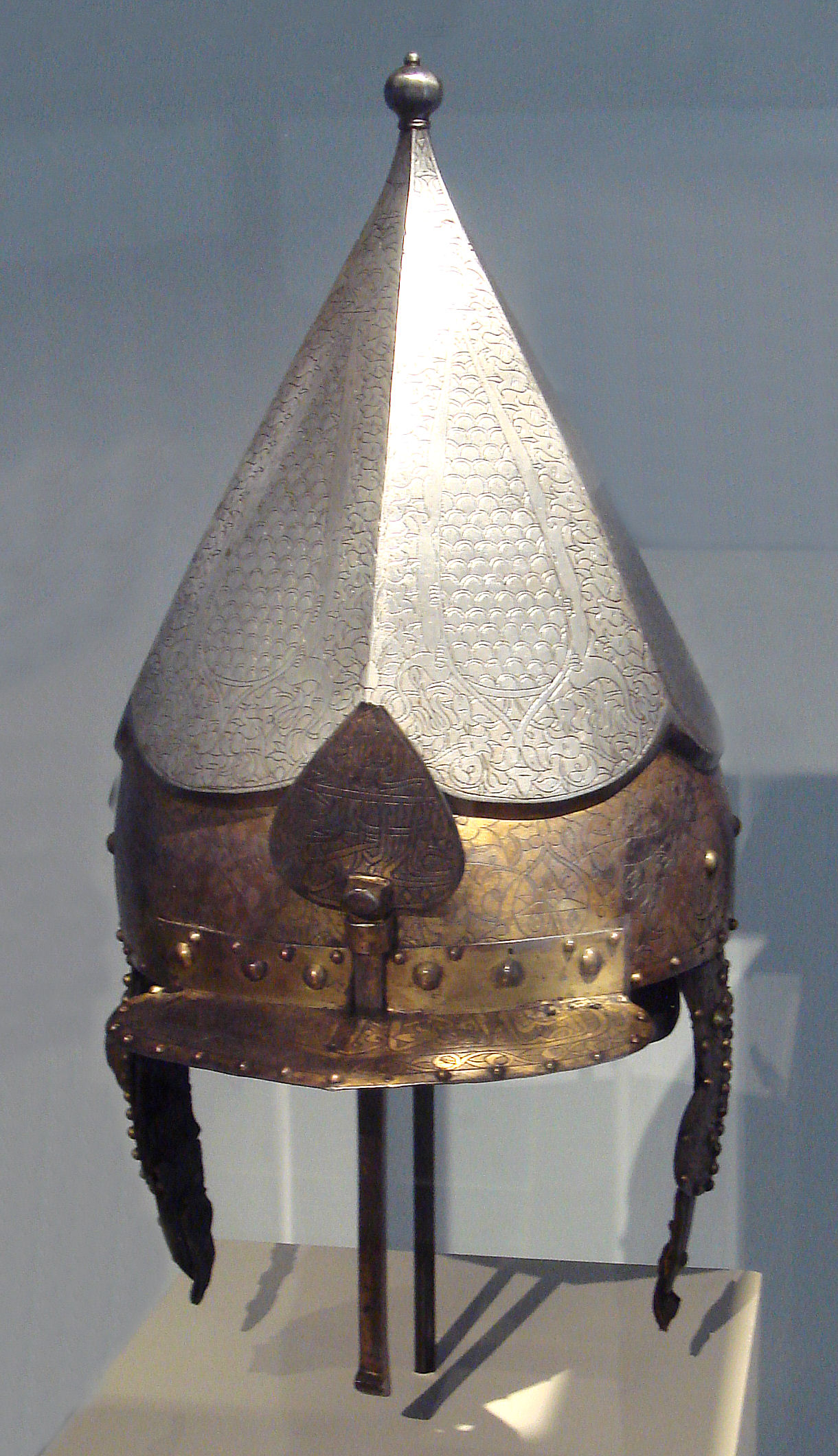
Casc otomà amb marques de l'arsenal de Santa Pau de Constantinoble, v. 1520 (Musée de l'Armée, París)
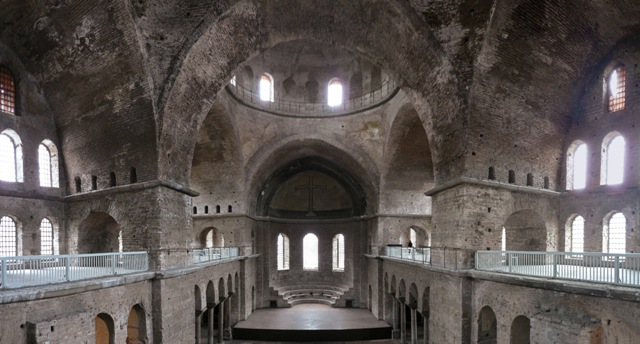
Vista de l'interior amb les galeries sobre les naus laterals
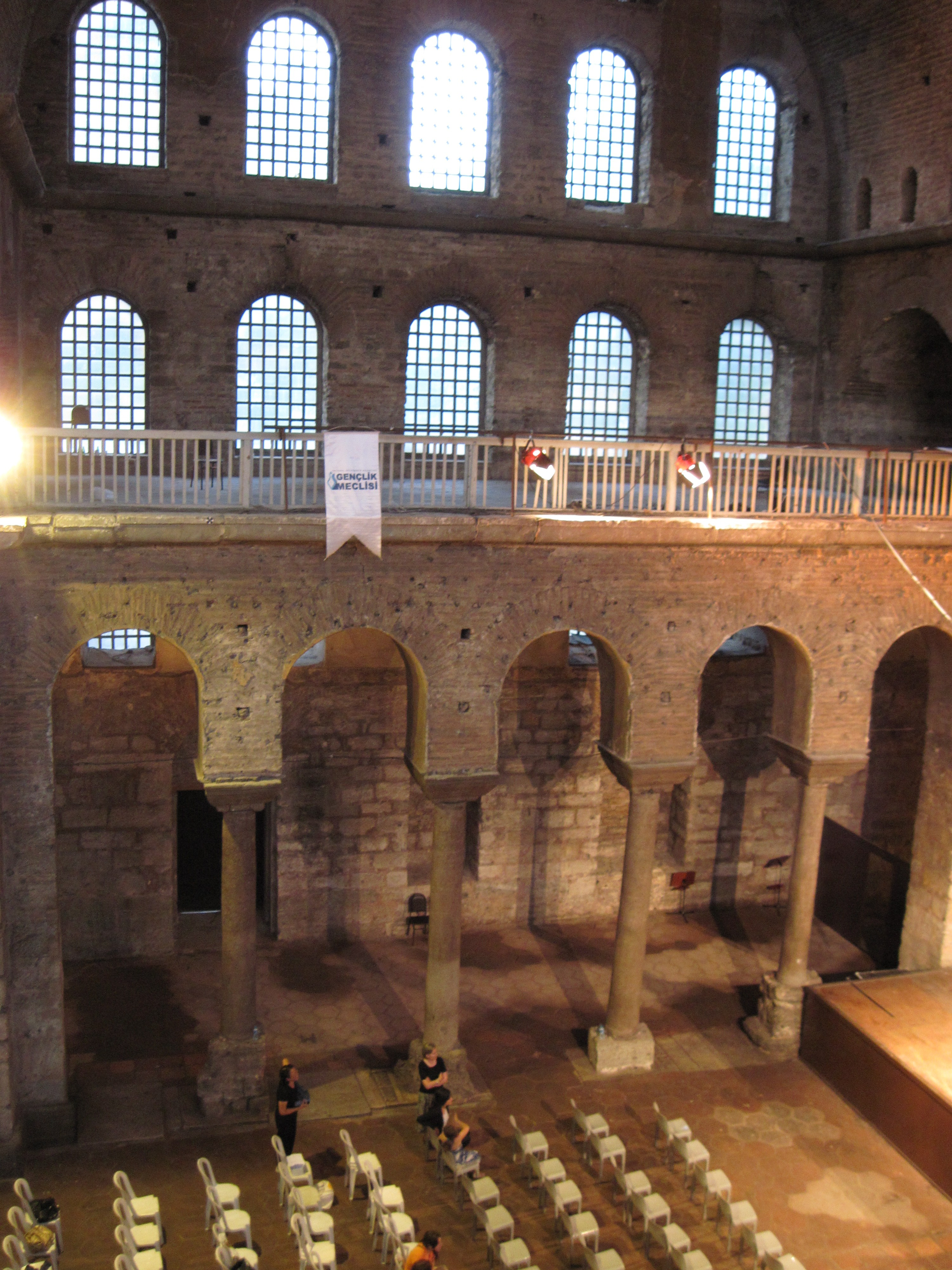
Detall de les columnes i els pilars que aguanten una de les galeries laterals, amb els finestrals que deixen passar la llum a l'interior
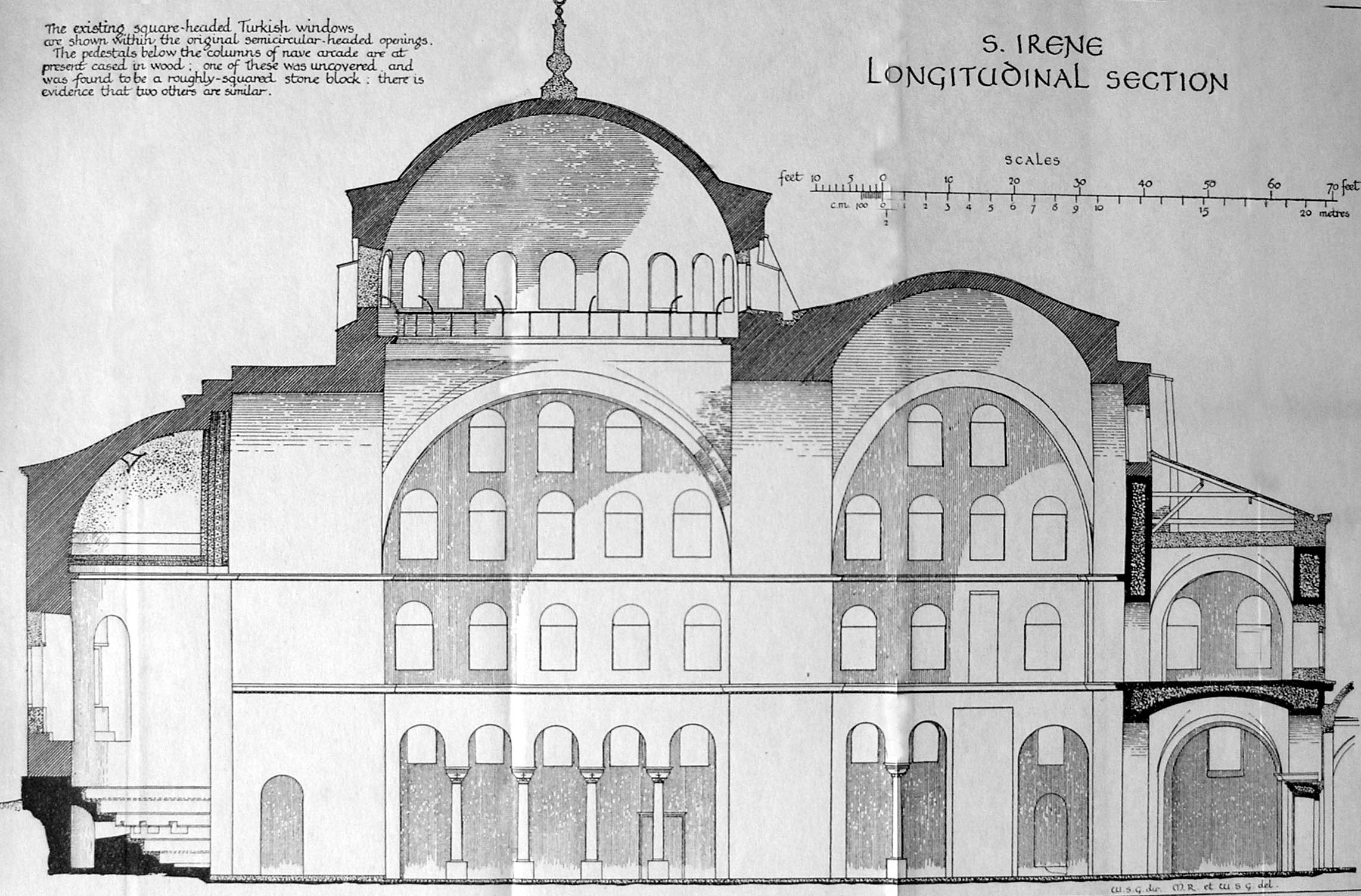
Alçat de Santa Pau
Detall de l'entrada, amb inscripcions aràbigues i el tughra del sultà
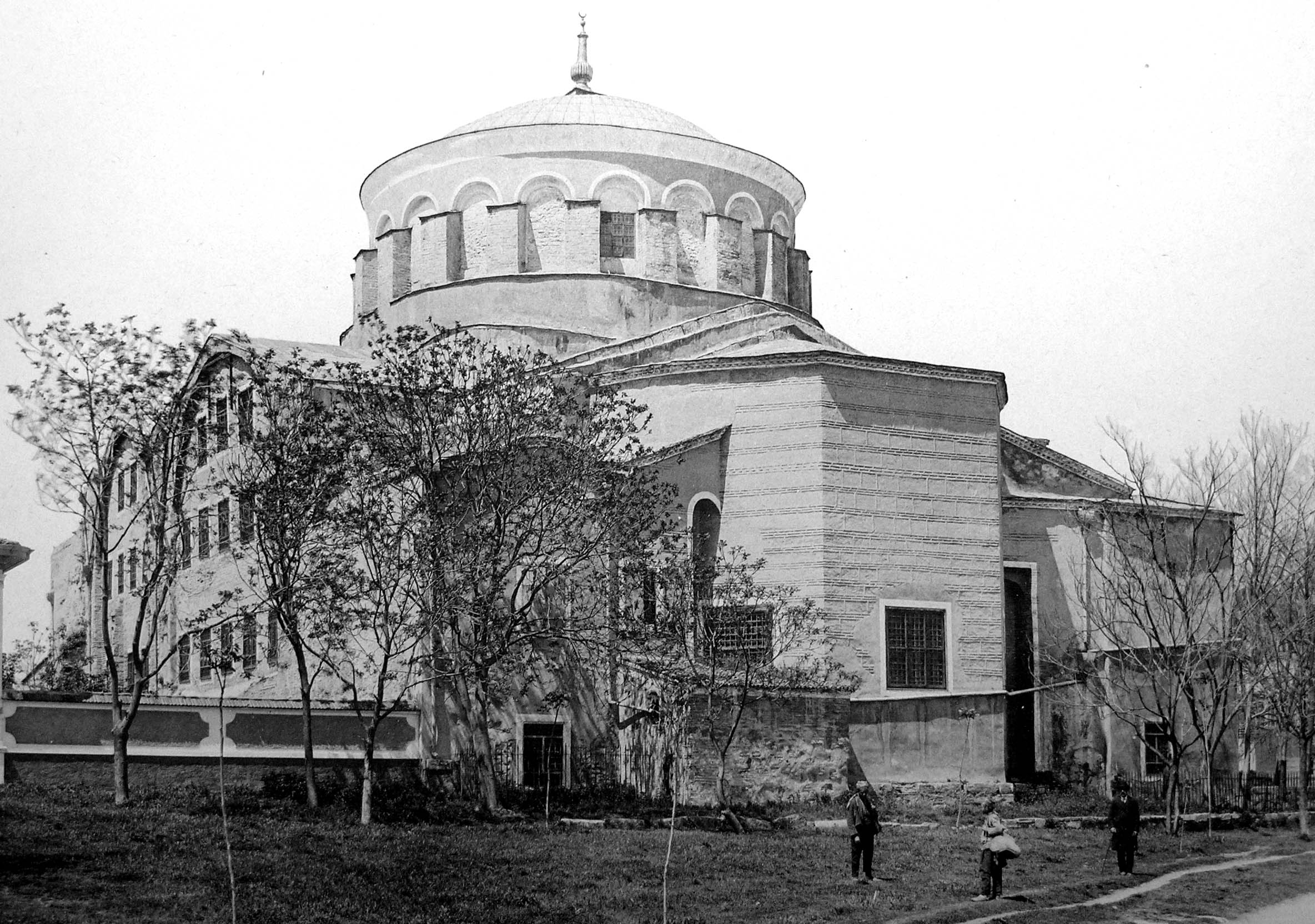
Exterior de Santa Pau el 1912